# Lethrinops macrochir
Lethrinops macrochir är en fiskart som först beskrevs av Regan 1922.  Lethrinops macrochir ingår i släktet Lethrinops och familjen Cichlidae. IUCN kategoriserar arten globalt som livskraftig. Inga underarter finns listade i Catalogue of Life.